# Hệ lục thập phân
Hệ lục thập phân (Hệ đếm cơ số 60) là một hệ đếm lấy sáu mươi làm cơ sở của nó. Nó có nguồn gốc từ người Sumer cổ đại trong thiên niên kỷ thứ 3 trước Công nguyên, nó được truyền lại cho người Babylon cổ đại, và nó vẫn được sử dụng - trong một dạng sửa đổi - cho các hệ đơn vị đo thời gian, góc độ, và tọa độ địa lý hiện nay.
Số 60, một hợp số, có mười hai ước số, bao gồm: 1, 2, 3, 4, 5, 6, 10, 12, 15, 20, 30, 60, trong đó 2, 3, và 5 là các số nguyên tố. Với rất nhiều ước số như vậy, nhiều đại lượng liên quan đến con số sáu mươi đã được đơn giản hóa, chia nhỏ ra. Ví dụ, một giờ có thể được chia đều thành các phần 30 phút, 20 phút, 15 phút, 12 phút, 10 phút, 6 phút, 5 phút, 4 phút, 3 phút, 2 phút và 1 phút. 60 là số nhỏ nhất chia hết cho mọi số 1-6; nghĩa là, nó là bội số chung nhỏ nhất của 1, 2, 3, 4, 5, và 6.
Trong bài viết này, tất cả các chữ số hệ lục thập phân được biểu diễn như là số thập phân, trừ trường hợp có ghi chú khác. Ví dụ, 10 có nghĩa là mười và 60 có nghĩa là sáu mươi.

## Cách dùng

### Toán học Babylon
Không phải là dùng 60 ký tự riêng biệt cho chữ số. Thay vào đó là các hình ảnh, biểu tượng hình nêm hẹp đại diện cho đơn vị lên đến chín (Y, YY, YYY, YYYY... YYYYYYYYY) và một nhóm hình nêm rộng, dấu hình nêm đại diện cho đến năm chục (<, <<, <<<, <<<<, <<<<<).

## Phân số
Trong hệ thống sáu mươi, bất kỳ phân số trong đó mẫu số là một số thông thường (chỉ có 2, 3, và 5 trong nó tính nguyên tố) có thể được thể hiện một cách chính xác. Bảng dưới đây cho thấy các đại diện hệ lục thập phân của tất cả các phần phân đoạn của các loại này trong đó mẫu số là ít hơn 60. Các giá trị hệ lục thập phân trong bảng này có thể được hiểu là cho số phút và giây trong một phần nhất định của một giờ; Ví dụ, 1/9 của một giờ là 6 phút và 40 giây. Tuy nhiên, các đại diện của các phân số như số sáu mươi không phụ thuộc vào như một giải thích.
| Fraction: | 1/2  | 1/3     | 1/4  | 1/5  | 1/6  | 1/8  | 1/9  | 1/10    |
| Sáu mươi: | 30   | 20      | 15   | 12   | 10   | 7,30 | 6,40 | 6       |
|           |      |         |      |      |      |      |      |         |
| Fraction: | 1/12 | 1/15    | 1/16 | 1/18 | 1/20 | 1/24 | 1/25 | 1/27    |
| Sáu mươi: | 5    | 4       | 3,45 | 3,20 | 3    | 2,30 | 2,24 | 2,13,20 |
|           |      |         |      |      |      |      |      |         |
| Fraction: | 1/30 | 1/32    | 1/36 | 1/40 | 1/45 | 1/48 | 1/50 | 1/54    |
| Sáu mươi: | 2    | 1,52,30 | 1,40 | 1,30 | 1,20 | 1,15 | 1,12 | 1,6,40  |

Tuy nhiên con số mà không phải là hình thức thường xuyên hơn phức tạp lặp đi lặp lại các phân số. Ví dụ như:
1/7 = 0; 8,34,17,8,34,17... (với các chuỗi số sáu mươi 8,34,17 lặp đi lặp lại vô hạn nhiều lần) = 0; 8,34,17
1/11 = 0; 5,27,16,21,49
1/13 = 0; 4,36,55,23
1/14 = 0, 4, 17,8,34
1/17 = 0; 3,31,45,52,56,28,14,7
1/19 = 0; 3,9,28,25,15,47,22,6,18,56,50,31,34,44,12,37,53,41